# Saundersiops oculatus
Saundersiops oculatus là một loài ruồi trong họ Tachinidae.